# 1106

## Догађаји
- Боемунд I, принц Антиохије, жени се Констанцом од Француске (ћерком краља Филипа I) у катедрали у Шартру. Филип пристаје да уда своју другу ћерку, деветогодишњу Сесилу од Француске, за Танкреда (нећака Боемундовог). У међувремену, Боемунд мобилише експедиционе снаге (око 30.000 људи) да започне кампању против византијског цара Алексија I.

- 7. август – Цар Хајнрих IV бежи од својих отмичара код Ингелхајма. Ступа у преговоре у Келну са енглеским, француским и данским племићима и почиње да окупља војску да се супротстави свом сину Хајнриху V, али умире у Лијежу након 49-годишње владавине. Хајнрих води успешну експедицију против грофа Роберта II од Фландрије и приморан је да му се закуне на верност.

- Велики жупан Вукан је покренуо ослобађање српских земаља, поразивши византијскокг војсковођу Јована Комнина. Византијски цар Алексије Комнин се задовољио склапањем мира без територијалних промена[1]. Након успешних ратова, Вуканова Србија обухватала је долину Ибра низ Топлицу до Јужне Мораве, жупе Мораву (између Краљева и Чачка), жупу Борач (Гружа), жупе Лаб, Топлица и Расина, земље Лим, Моравица, јужни део „оностраног Срема“ и, пре свега, област Рашку.

- 28. септембар — Битка код Теншбреја: Краљ Хенри I побеђује и затвара свог старијег брата Роберта II, војводу од Нормандије, у замку Девиз. Едгар Ателинг (стриц Хенријеве жене) и трогодишњи Вилијам Клито, син Роберта, такође су заробљени. Хенри ставља свог нећака Вилијама под старатељство Хелијаса од Сен-Санса, грофа од Аркеса.
- Боемунд I се враћа у Апулију (Јужна Италија) са експедиционим снагама како би припремио офанзиву против Византинаца. Прати га његова нововенчана супруга Констанца (која је трудна са њим) и следбеници.
- Султан Јусуф ибн Ташфин умире након 45-годишње владавине. Наслеђује га његов 22-годишњи син Али ибн Јусуф као владар Алморавидског царства. Али поставља свог брата Тамина ибн Јусуфа за гувернера Ал-Андалуза (данашња Шпанија).
- Болеслав III, војвода Пољске, почиње грађански рат против свог полубрата Збигњева, за контролу над Малом Пољском и Шлезијом.
- Магнус Ерлендсон постаје гроф од Оркнија (до 1115).
- 2. фебруар – Комету (Велику комету из 1106. године) виде и известе о њој неколико цивилизација широм света. Током 40 дана, сјај комете стално расте док коначно не нестане.

## Смрти
- Иго од Сент Омера

- Јусуф ибн Ташфин

- Магнус, војвода Саксоније

- Хајнрих IV, цар Светог римског царства